# Sierra de Teruel
Sierra de Teruel (título en francés: Espoir, sierra de Teruel) es una película francoespañola dirigida por el escritor francés André Malraux en 1938-1939. El guion está basado en su novela  L'Espoir (La esperanza). El film relata un episodio de la guerra civil española, en la que el escritor combatió como aviador en el ejército republicano. 
La mayor parte del rodaje se hizo en Cataluña, en las localidades de Barcelona, Tarragona y Collbató, entre otras. El escritor Max Aub, que era ayudante de dirección, fue el encargado de traducir el guion al español.
El rodaje se vio interrumpido por el avance de las tropas franquistas hacia Cataluña. El equipo tuvo que salir del país por la frontera de Portbou y terminar la película en Francia.